# حارة العذرة (صنعاء)

تعديل مصدري - تعديل

العذرة هي إحدى حارات حي بني حوات بمدينة الروضة شمال العاصمة اليمنية "صنعاء"، بلغ تعداد سكانها 901 نسمة حسب تعداد اليمن لعام 2004.